# چیپینگ کمپدن
latitudeچیپینگ کمپدنlongitudeچیپینگ کمپدن
چیپینگ کمپدن (به انگلیسی: Chipping Campden) یک منطقهٔ مسکونی در انگلستان است که در جنوب غربی انگلستان واقع شده‌است.

## خصوصیات
چیپینگ کمپدن ۲٬۲۰۶ نفر جمعیت دارد.